# Orquestra Criança Cidadã

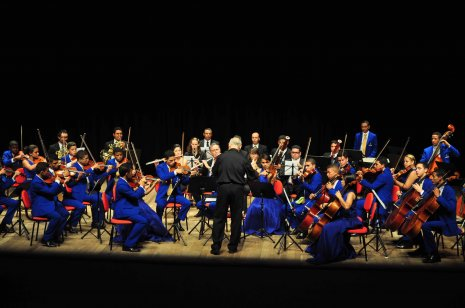
Apresentação no Teatro Luiz Mendonça, no Recife.

A Orquestra Criança Cidadã (OCC) é um projeto de inclusão social sediado no Recife, Pernambuco. A ação foi idealizada pelo juiz de Direito João José Rocha Targino, coordenador geral da OCC até os dias atuais, e teve como primeiro diretor artístico o maestro e violinista Cussy de Almeida (1936-2010). A iniciativa visava, inicialmente, à educação e profissionalização musical de crianças e jovens residentes no bairro do Coque, na capital pernambucana. No ano de 2012, porém, a OCC inaugurou a sua Escola de Formação de Luthier e Archetier, instituição pioneira em Pernambuco e uma das raras no Brasil, voltada à profissionalização nos ofícios responsáveis pela construção e manutenção de instrumentos musicais (com foco em instrumentos de cordas feitos em madeira) e dos arcos utilizados para tocar esses instrumentos. Em 2014, o projeto ganhou um núcleo no distrito de Camela, município do Ipojuca, na Região Metropolitana Sul do Recife; em 2017, foi inaugurado o terceiro núcleo da Orquestra, na zona rural de Igarassu, na Região Metropolitana Norte da capital pernambucana.

## Origem
O projeto foi inaugurado em 25 de julho de 2006, por iniciativa do juiz João Targino — incentivada pelo desembargador aposentado Nildo Nery dos Santos (1934-2008) —, que convidou o maestro Cussy de Almeida para recrutar os primeiros professores de Música da OCC, e funcionou, até o ano de 2022, sob os auspícios da Associação Beneficente Criança Cidadã (ABCC), entidade privada de utilidade pública municipal e estadual sem fins lucrativos fundada pelo desembargador Nildo Nery em 2003, após deixar a presidência do Tribunal de Justiça de Pernambuco (TJPE), instituição a qual presidiu no biênio 2000-2001. A primeira comunidade escolhida para abrigar o projeto foi o Coque, localidade com um dos piores Índices de Desenvolvimento Humano do Recife.  

## Projeto
Hoje, a OCC atende gratuitamente 400 jovens (250 no Coque — sendo 48 na EFLA —, 120 no Ipojuca e 30 em Igarassu) com idade entre 07 e 21 anos. Os alunos têm acesso a fardamento adequado e recebem aulas de instrumentos de cordas, sopros (madeiras e metais), percussão e musicalização (cujo ciclo de aprendizagem engloba o ensino de solfejo, teoria musical, percepção rítmica, flauta doce e canto coral). O programa também conta com apoio pedagógico, atendimento psicossocial, plano médico e odontológico (ofertado por meio de parceria institucional), além de aulas de inclusão digital e três refeições diárias. 
O método de ensino utilizado para o ensino de instrumentos de cordas é o Suzuki, que proporciona aos alunos o aprendizado lúdico (a criança aprende tocando). A metodologia foi criada pelo professor japonês Shinichi Suzuki. Os jovens que não desejam aprender um instrumento musical podem optar por ingressar na Escola de Formação de Luthier e Archetier da Orquestra Criança Cidadã, na qual aprendem a arte da construção e do reparo dos instrumentos de cordas e dos respectivos arcos. De segunda a sexta, os alunos permanecem no projeto durante quatro horas, no período da manhã ou da tarde, no turno oposto ao do ensino regular. As atividades da OCC começam a partir das 8h e seguem até as 17h30.
A Orquestra Criança Cidadã também possui parcerias com instituições nacionais e internacionais, oferecendo, aos alunos de destaque, cursos em universidades, intercâmbios para a Europa e América Latina. A OCC já enviou ou preparou alunos para estudar música na Polônia, Áustria, República Tcheca, Alemanha, México, Canadá e Espanha. Para fazer parte do projeto, os estudantes têm que estar matriculados em escolas da rede pública nas comunidades do entorno de cada núcleo do projeto e frequentar regularmente as aulas. 

## Regência

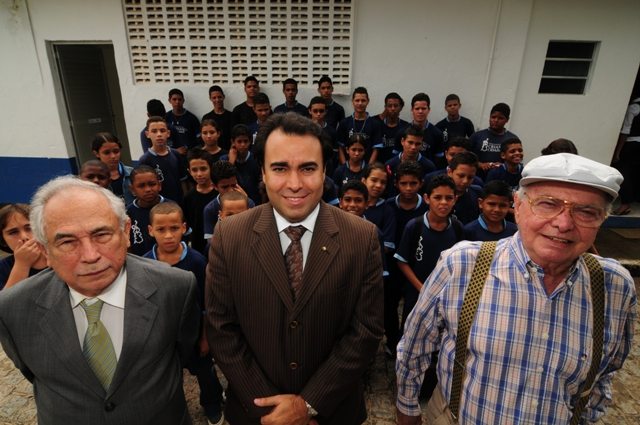
Cussy de Almeida (à direita), ao lado de Nildo Nery dos Santos e João Targino, à época da inauguração do projeto social, em 2006

Um dos grandes nomes da música clássica em Pernambuco, Cussy de Almeida, primeiro maestro do projeto, teve papel importante na condução do projeto e formação da primeira geração de músicos. Em 23 de julho de 2010, Cussy perdeu a batalha contra a insuficiência pulmonar que o acometia, falecendo aos 74 anos. O violoncelista Vittorio Ceccanti, que veio ao Recife para ministrar masterclasses para os Meninos do Coque, assumiu seu lugar interinamente. A seguir, o maestro Lanfranco Marcelletti Jr. conduziu a direção musical da OCC entre dezembro de 2010 e abril de 2012. Em seu lugar, após período vacante, assumiu o flautista e maestro argentino Gustavo Ginés de Paco de Gea, radicado em João Pessoa. Em dezembro de 2013, foi a vez do tambémvioloncelista Nilson Galvão Jr. passar a coordenar musicalmente a OCC, ficando até dezembro de 2019. Em janeiro de 2020, Lanfranco Marcelletti Jr. retornou ao projeto para uma segunda passagem e permaneceu até setembro de 2021. O maestro José Renato Accioly, seu sucessor e atual ocupante do cargo, assumiu o posto em outubro daquele ano.
| Regente                      | Período                                |
| ---------------------------- | -------------------------------------- |
| Cussy de Almeida             | Julho de 2006 a abril de 2010          |
| Vittorio Ceccanti            | Interino (setembro a dezembro de 2010) |
| Lanfranco Marcelletti Jr.    | Dezembro de 2010 a abril de 2012       |
| Gustavo Ginés de Paco de Gea | Agosto de 2012 até novembro de 2013    |
| Nilson Galvão Jr.            | Dezembro de 2013 a dezembro de 2019    |
| Lanfranco Marcelletti Jr.    | Janeiro de 2020 a setembro de 2021     |
| José Renato Accioly          | Outubro de 2021 - atualmente           |

No Núcleo do Ipojuca, a regência está a cargo do violinista Márcio Pereira desde sua fundação, em 2014. Já na OCC Igarassu, a maestrina e professora Basemate Neves é a responsável pela condução dos músicos desde o começo do Núcleo, em 2017.

## Núcleos

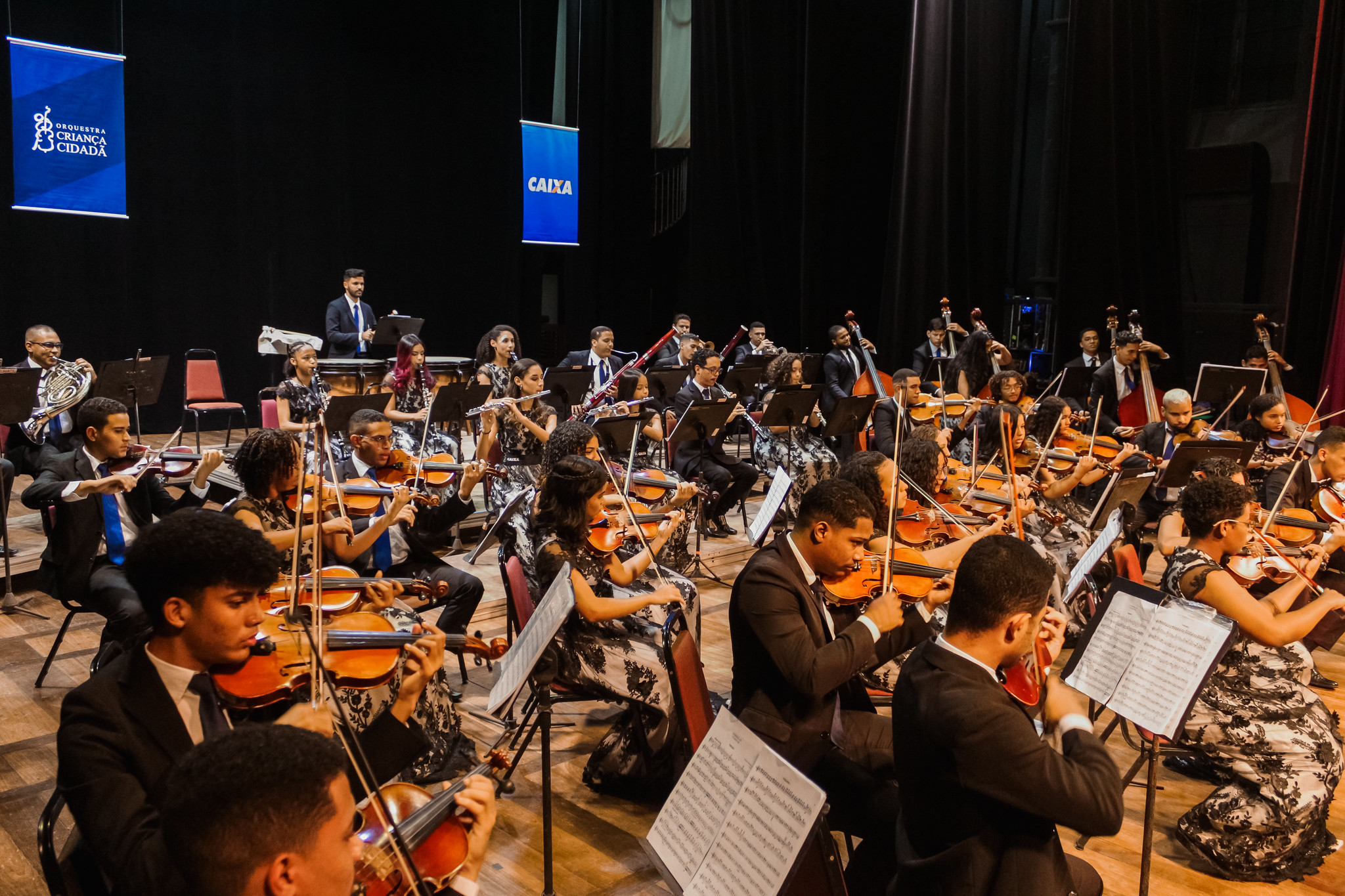
Orquestra Jovem se apresenta em concerto oficial no Teatro de Santa Isabel.

### Recife
No primeiro núcleo da OCC, o Núcleo do Coque, 250 alunos são atendidos atualmente e têm aulas de instrumentos de cordas, sopros, percussão, solfejo, teoria e percepção musical, flauta doce e canto coral. O apoio das Forças Armadas foi essencial para que a Orquestra Criança Cidadã tivesse uma sede: o espaço fica na Rua General Estilac Leal, 439, no interior do 7º Depósito de Suprimento do Exército Brasileiro, no bairro do Cabanga, zona central do Recife. Os grupos representativos da OCC Coque são: Orquestra Jovem (que também é composta por membros destacados do Núcleo do Ipojuca), Orquestra Infantojuvenil, Orquestra Infantil, Coro, Grupo de Percussão, Grupo Sonoru's (Flautas Doces) e Núcleo Popular.

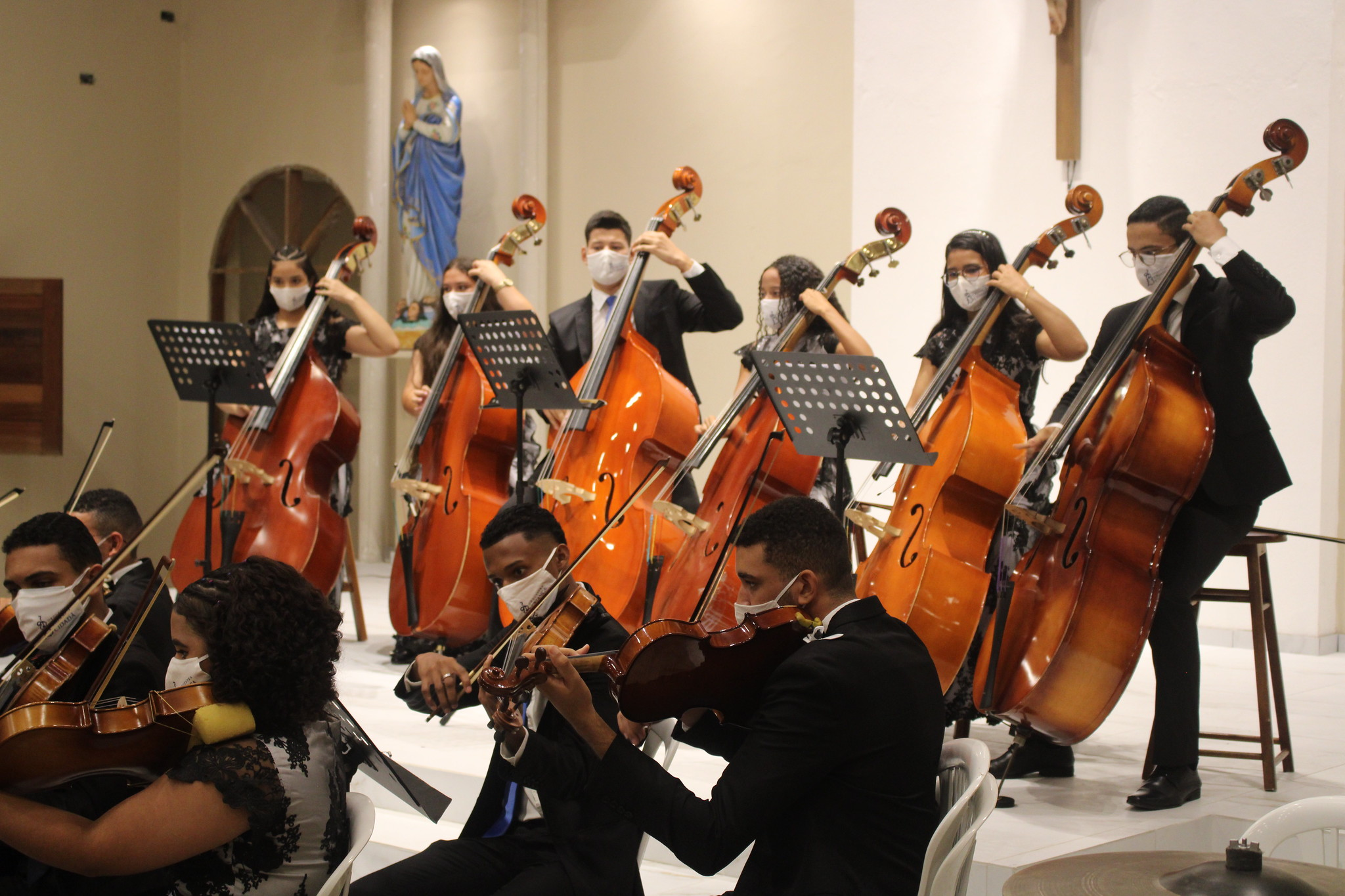
Concerto de Natal da OCC Ipojuca, em 2021.

### Ipojuca
120 crianças e adolescentes são atendidos no Núcleo do Ipojuca e recebem aulas de instrumentos de cordas e de canto coral. O projeto funciona na cidade desde 2014, no distrito de Camela. A iniciativa foi levada ao município através de uma parceria entre a Associação Beneficente Criança Cidadã, então instituição gestora, e a Prefeitura Municipal, por meio da então Secretaria Especial de Juventude e Esportes (Sejuve). O núcleo está situado na Avenida Dr. Humberto da Costa Soares, 40, Camela. Divide-se nos seguintes grupos representativos: Orquestra Jovem (A), Orquestra Infantojuvenil (B), Orquestra Infantil (C), Orquestra Feminina e Coro. A coordenação pedagógica e a direção musical são assumidas pelo maestro Márcio Pereira.

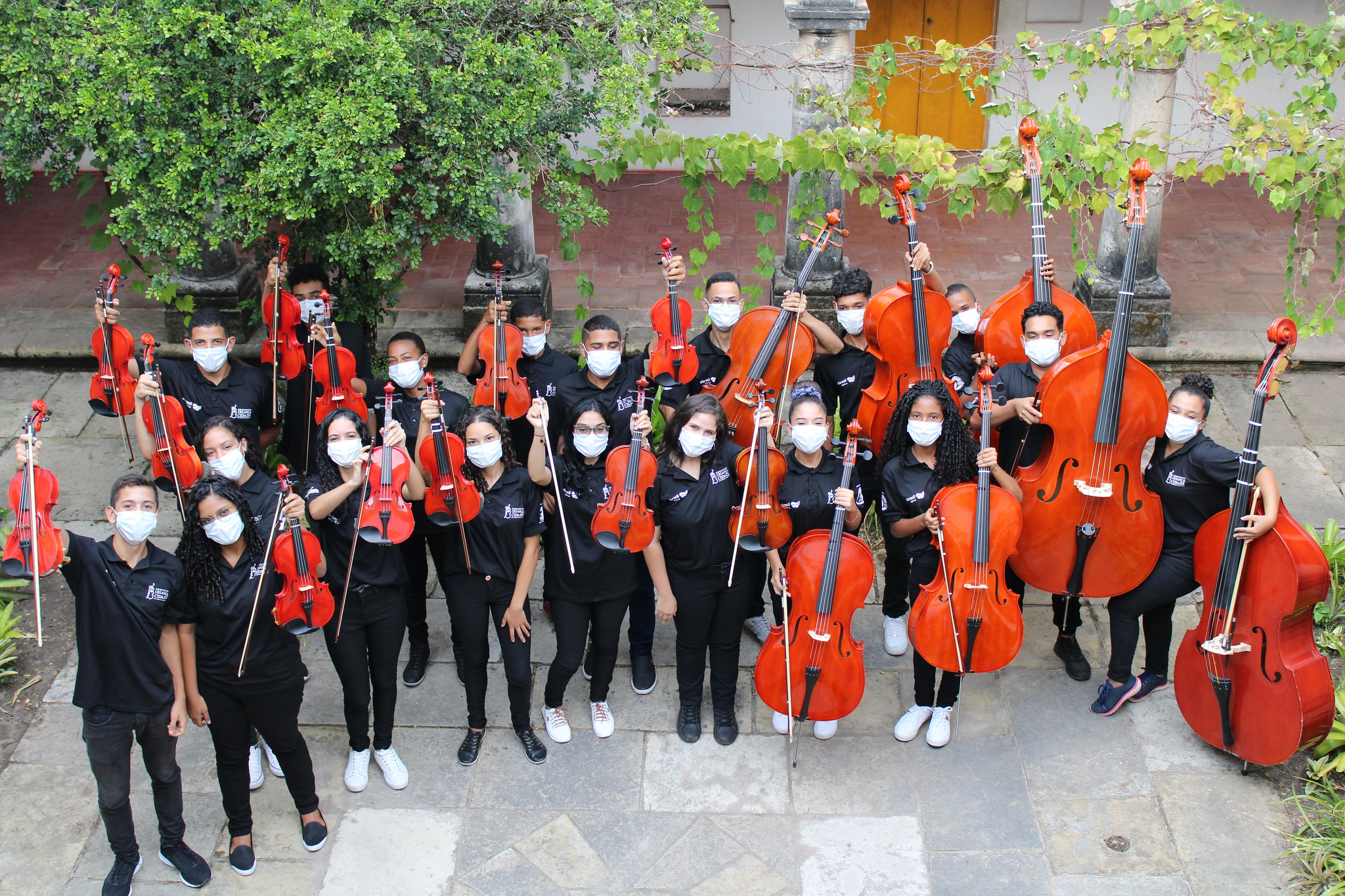
Meninos de Igarassu após concerto de Natal em 2021.

### Igarassu
O terceiro núcleo da Orquestra Criança Cidadã foi inaugurado na zona rural de Igarassu, dentro do complexo das usinas termelétricas Pau Ferro I e Termomanaus, da Ebrasil Epesa, em fevereiro de 2017. A unidade atende a 30 crianças da localidade de Chã de Cruz, na divisa entre os municípios de Paudalho e Abreu e Lima, que contam com transporte fornecido pela empresa patrocinadora e recebem aulas de musicalização e flauta doce, conduzidas pela maestrina Basemate Neves e por uma equipe de três professores e uma monitora e supervisionados pela administração do Núcleo do Coque. Desde março de 2019, também é oferecido o ensino de instrumentos de cordas (violino, viola, violoncelo e contrabaixo) aos alunos da Orquestra Criança Cidadã dos Meninos de Igarassu.

### Escola de Formação de Luthier e Archetier
Inaugurada no dia 10 de setembro de 2012, a Escola de Formação de Luthier e Archetier da Orquestra Criança Cidadã é a primeira do Estado de Pernambuco e uma das poucas do Brasil. Teve como primeiro mestre luthier o professor João Baptista. Atualmente, é coordenada pelo mestre Carlos Alberto Gomes Filho. A EFLA compartilha o espaço físico com a OCC Coque, também funcionando nas dependências do 7º Depósito de Suprimento do Exército Brasileiro, no bairro do Cabanga. Em 2019, foi anunciada a construção do novo espaço da Escola, ainda dentro do 7º DSup, sendo inaugurado em 2021 em grande evento com a presença de autoridades políticas e militares. No mesmo ano, a EFLA também passou a contar com o patrocínio da Caixa. Atualmente, a unidade atende 48 alunos de luteria e arqueteria, divididos entre os turnos da manhã e da tarde.

## Apresentações

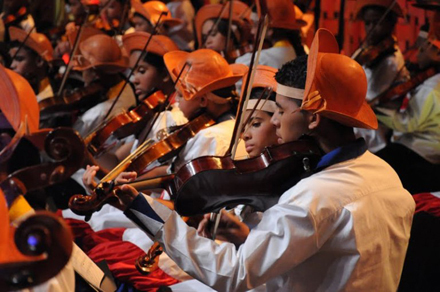
Ao lado de Alcymar Monteiro, em 2010

Em 2016, a Orquestra Criança Cidadã realizou uma de suas mais significativas viagens, tendo participado da abertura das comemorações dos 70 anos da UNICEF, no dia 12 de dezembro daquele ano, na Câmara do Conselho Econômico e Social da ONU, quando foram tocadas duas peças célebres do repertório armorial: Chegança, de Benny Wolkoff (1921-1995), e Mourão, de César Guerra-Peixe (1914-1993) e Clóvis Pereira (1932).
Naquele mesmo dia, à tarde, a Orquestra apresentou-se no hall da sede da ONU com um repertório exclusivo de arranjos de Música Popular Brasileira. Três dias antes, foi realizado um concerto para a colônia brasileira na Igreja de Nossa Senhora da Pompeia, na Zona Sul de Manhattan, com peças de Villa-Lobos, Carlos Gomes, Capiba, Clóvis Pereira e Syrlane Moura. 
Outros eventos de destaque da história da OCC foram:
- 2008 - Encontro da Cúpula dos Chefes de Estado e Governo do Mercosul e Cúpula da América Latina e Caribe, na Costa do Sauípe, na Bahia[13]

- 2008 - Programa Domingão do Faustão, da Rede Globo, em junho de 2008. A apresentação tornou o projeto conhecido em todo o país, representando um marco na história das crianças do Coque.[14]

- 2012 - Especial televisivo em homenagem a Luiz Gonzaga, ao lado de Alcymar Monteiro e com arranjos de Maestro Duda, exibido em outros 160 países através da Globo Internacional.[15]

- 2013 - Através do maestro Gustavo de Paco de Gea, os músicos foram convidados para representar o Brasil na Alemanha, em festividade comemorativa aos 1100 anos da cidade de Kassel, evento que reúne anualmente orquestras jovens do mundo inteiro.[16]
- 2014 - Concerto para o Papa Francisco em paralelo à 16ª Conferência Internacional da Fraternidade Católica, no Vaticano.[17]
- 2015 - Gravação do DVD Concertos de Bach para violino e orquestra, com Orquestra Criança Cidadã e Yoko Kubo, na tradicional Basilica dei Santi Silvestro e Martino ai Monti, em Roma.[18]
- 2016 - Apresentação durante as comemorações dos 70 anos do Fundo das Nações Unidas para a Infância (Unicef), em dezembro, na sede da Organização das Nações Unidas (ONU), em Nova Iorque.[19]
- 2017 - Presença no programa de TV Prodigi - La Musica è Vita, produzido pela Endemol e pela UNICEF Itália, em Roma. [20]
- 2018 - Tour de três concertos em Buenos Aires, Argentina: na Catedral Metropolitana, no Luna Park Stadium e no Templo Libertad. [21]
- 2019 - Presença no 11° Festival Internacional de Arte Folclórica da China, em Hohhot/Huhehaote, Mongólia Interior, China, com Maestro Spok e passistas convidados.[22]
- 2019 - Performance na cerimônia de abertura da 11ª Cúpula dos BRICS, em Brasília[23] .
- 2021 - Concerto de aniversário de 15 anos do projeto, realizado no Instituto Ricardo Brennand (IRB), no Recife[24].
- 2023 - Atração de abertura do show de encerramento do 11° Congresso de Pentecostes na Terra Santa, em Jerusalém, Israel[25].
- 2023 - Atração selecionada para o Festival Internacional de Cidades Irmãs de Chengdu, na China[26].
- 2023 - Concertos pela Paz, duas apresentações acontecidas no Vaticano (a segunda delas, diante do Papa Francisco) ao lado de músicos italianos, russos e ucranianos. Iniciativa realizada em conjunto com a Comunidade Obra de Maria, a Charis International e a Fondazione Cavalsassi em prol da paz entre Rússia e Ucrânia.[27]
- 2024 - Atração selecionada para as celebrações dos 200 anos de relações diplomáticas entre Brasil e Estados Unidos, no Terrace Theater do Kennedy Center, em Washington D.C. [28]
- 2024 - Mais uma vez atração selecionada para o Festival Internacional de Cidades Irmãs de Chengdu, na China.

## Prêmios e certificações

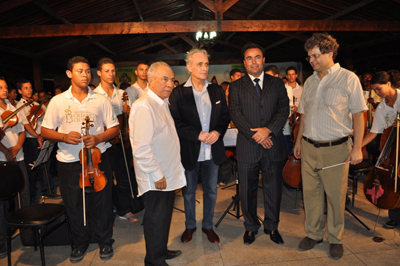
Em 2011, o tenor espanhol José Carreras conheceu pessoalmente a Orquestra Criança Cidadã

Anualmente, a Orquestra Criança Cidadã se consolida como um programa social exemplar. Mais de 30 prêmios foram obtidos nos seus dezessete anos de existência, incluindo honrarias como o Prêmio Caixa Melhores Práticas em Gestão Local. No âmbito internacional, a ONU escolheu a OCC como uma boa prática de inclusão social, em dezembro de 2010.
- 2007 - Prêmio Gere de Responsabilidade Social – Grupo de Executivos do Recife
- 2007 - Medalha Conselheiro João Alfredo Corrêa de Oliveira – TRT/6ª Região
- 2008 - Agente da Paz – TV Globo[30]
- 2008 - Orgulho de Pernambuco – Diario de Pernambuco
- 2009 - Diploma concedido pelo Comando Militar do Nordeste
- 2009 - Mérito Sapiens de Educação
- 2009 - Reconhecimento da Academia de Polícia Militar de Paudalho
- 2009 - Medalha I Noite Cultura BARF
- 2009 - Prêmio Brasil Social em Resgate de Cidadania em Área de Risco
- 2009 - Reconhecimento da Revista Justiça e Cidadania
- 2009 - Comenda Musical Josefina Aguiar – Clube Português
- 2009 - Medalha do Departamento Geral de Pessoal – Participação na Solenidade dos 149 Anos do Departamento
- 2009 - Os Melhores da Música de Pernambuco – Acinpe
- 2009 - Prêmio Caixa Melhores Práticas em Gestão Local
- 2009 - Prêmio Darcy Ribeiro de Educação - Câmara dos Deputados
- 2010 - Diploma do Mérito Artista Amigo da Imprensa
- 2010 - Comenda da Confraria da Educação
- 2010 - Prêmio Marketing Best Sustentabilidade – Associação Latino Americana de Agências de Publicidade
- 2010 - Medalha da Ordem do Mérito Judiciário do Trabalho - Tribunal Superior do Trabalho
- 2010 - Leão do Norte (na categoria Direitos Humanos Herbert de Souza) – Assembleia Legislativa de Pernambuco
- 2010 - Prêmio Antônio Carlos Escobar – Cremepe
- 2010 - Um dos 100 melhores projetos sociais do mundo - Organização das Nações Unidas (ONU) [31]
- 2010 - Certificação de Boa Prática de Inclusão Social – Prêmio Internacional de Melhores Práticas de Dubai
- 2010 - Menção Honrosa na Categoria Judiciário Cidadão do Prêmio de Direitos Humanos da Associação Nacional dos Magistrados do Trabalho
- 2011 - Medalha do Mérito Democrático e Popular Frei Caneca – Assembleia Legislativa de Pernambuco[32]
- 2011 - Prêmio Zilda Arns – Pastoral da Criança
- 2015 - Selo do Programa das Escolas Associadas da Unesco.
- 2015 - Diploma da Academia Pernambucana de Música pela contribuição à cultura e ao patrimônio artístico
- 2015 - Medalha do Mérito Nilo Coelho - Tribunal de Contas do Estado de Pernambuco
- 2016 - Prêmio Amigos da Juventude - Prefeitura do Ipojuca (Sejuve) - 2016
- 2016 - Prêmio Revelação Jovem (concedido ao spalla Ivo Gomes da Silva) - Prefeitura do Ipojuca (Sejuve)
- 2017 - Medalha de Mérito José Mariano - Câmara Municipal do Recife
- 2017 - Medalha do Mérito Joaquim Nunes Machado - TJPE
- 2017 - Comenda Medalha Eduardo Campos - Conselho Superior da Defensoria Pública
- 2018 - Certificado de Homenagem e Agradecimento da Comissão de Direitos Humanos do Tribunal de Justiça de Pernambuco
- 2020 - Proposta como patrimônio cultural imaterial pela Assembleia Legislativa de Pernambuco (Alepe)
- 2023 - Prêmio Qualidade Nordeste Orgulho de Pernambuco, Destaque em Projeto Social - Academia Brasileira de Ciências Criminais e Associação de Imprensa de Pernambuco

## Parceiros
A Orquestra Criança Cidadã conta com um grande número de instituições parceiras. Entre antigos e atuais patrocinadores, estão Ministério da Cultura, Caixa, Correios, Funarte, Prefeitura do Ipojuca, Ebrasil Epesa, Chesf, Toyolex, Grupo Parvi, AutoNunes, Ecourbis, Marfrig, Enauta, Dual, Instituto Octaviano e Inácia Duarte. O apoio vem de entidades como Novo Atacarejo, Dislub, Unimed Recife e Exército Brasileiro. Há, ainda, parcerias instituídas com: Secretaria de Patrimônio da União, ACR Auditoria e Contabilidade, Recife Praia Hotel, CNA Idiomas, Rotary Internacional. Bunkyo Gakki e Poder Judiciário de Pernambuco.